# Conioselinum longifolium
Conioselinum longifolium är en flockblommig växtart som beskrevs av Porphir Kiril Nicolai Stepanowitsch Turczaninow. Conioselinum longifolium ingår i släktet ryssiljor, och familjen flockblommiga växter. Inga underarter finns listade i Catalogue of Life.